# Spadkodawca
Spadkodawca (łac. testator, de cuius) jest osobą fizyczną, której prawa i obowiązki majątkowe o charakterze cywilnoprawnym stają się z chwilą śmierci tej osoby spadkiem, a więc wyodrębnioną masą majątkową, poddaną przepisom prawa spadkowego, która przechodzi z tą chwilą na jedną lub kilka osób, zwanych spadkobiercami. Ustanie osób prawnych i innych jednostek organizacyjnych określają właściwe przepisy.
Spadkodawca może wyrazić swoją wolę przez testament. Jeśli nie pozostawi testamentu, krąg spadkobierców zostanie ustalony na podstawie ustawy (dziedziczenie ustawowe).
Spadkodawca może zawrzeć z przyszłym spadkobiercą ustawowym umowę w formie aktu notarialnego, w której tenże spadkobierca zrzeknie się dziedziczenia po nim.